# Zabić Jezusa
Zabić Jezusa (org. Killing Jesus) – amerykański telewizyjny film historyczny z 2015 roku. Film jest adaptacją książki Billa O’Reilly Zabić Jezusa.

## Obsada[1]
- Haaz Sleiman: Jezus Chrystus
- Emmanuelle Chriqui: Herodiada
- Tamsin Egerton: Klaudia Prokula
- Stephanie Leonidas: Salome
- Rufus Sewell: Józef Kajfasz
- John Rhys-Davies: Annasz
- Kelsey Grammer: Herod Wielki
- Stephen Moyer: Poncjusz Piłat
- Aneurin Barnard: Jakub
- Eoin Macken: Herod Antypas
- Dimitri Leonidas: Jakub
- Klára Issová: Maria Magdalena
- Seeta Indrani: Maria
- Vernon Dobtcheff: Izajasz
- Chris Ryman: Malchus
- Abhin Galeya: Jan Chrzciciel
- Joseph Long: Józef z Arymatei
- John Lynch: Nikodem
- Alexis Rodney: Szymon Piotr
- Waleed Elgadi: Saul
- Khalid Laith: Jan
- Joe Doyle: Judasz Iskariota